# Cuisine grecque
La cuisine grecque (en grec moderne : ελληνική κουζίνα) est une cuisine de type régime méditerranéen,. Elle présente des caractéristiques communes aux cuisines italienne, balkanique, turque, levantine et chypriote. La diète méditerranéenne, dont elle fait partie, est reconnue par l'Unesco depuis 2010 comme patrimoine culturel immatériel de l'humanité.
La cuisine contemporaine grecque utilise beaucoup l'huile d'olive, les plantes aromatiques et les légumes, les graines, le pain, le vin, le poisson, les produits de la mer (poulpes, calamars) et des viandes très variées, comprenant la volaille, l'agneau, le mouton, le lapin et le porc. Les olives, le fromage, les aubergines, courgettes et le yaourt sont une part très importante de cette cuisine. Les desserts grecs ont une dominante caractéristique de noix et de miel. Certains plats utilisent la pâte filo.
Les mezzés (μεζές) nomment collectivement une variété de petits plats, typiques, servis avec du vin, de l’ouzo (un alcool anisé) ou du tsípouro (un alcool de marc). Les orektiká (hors-d'œuvre) et les entrées sont souvent accompagnées de pain plat ou píta. 
Dans certaines régions, le pain sec est attendri avec de l'eau et du lait.[réf. nécessaire]

## Vue d'ensemble
L'un des plus anciens éléments, mais aussi le plus caractéristique de la cuisine grecque, est l'huile d'olive, qui est utilisée dans la plupart des plats. Elle est produite dans toute la Grèce et donne le goût particulier de la cuisine grecque. La céréale de base de la Grèce est le blé, mais l'orge est également cultivée. Les légumes favoris sont les tomates, les aubergines, les courgettes, les pommes de terre, les haricots verts, le gombo, les  poivrons et les oignons. Le miel en Grèce provient essentiellement des arbres fruitiers, tels que le citronnier, l'oranger, le bigaradier (orange amère) ou du thym et des pins.
Le mastic (résine de couleur ivoire) provient de l'île de Chios, de la mer Égée.

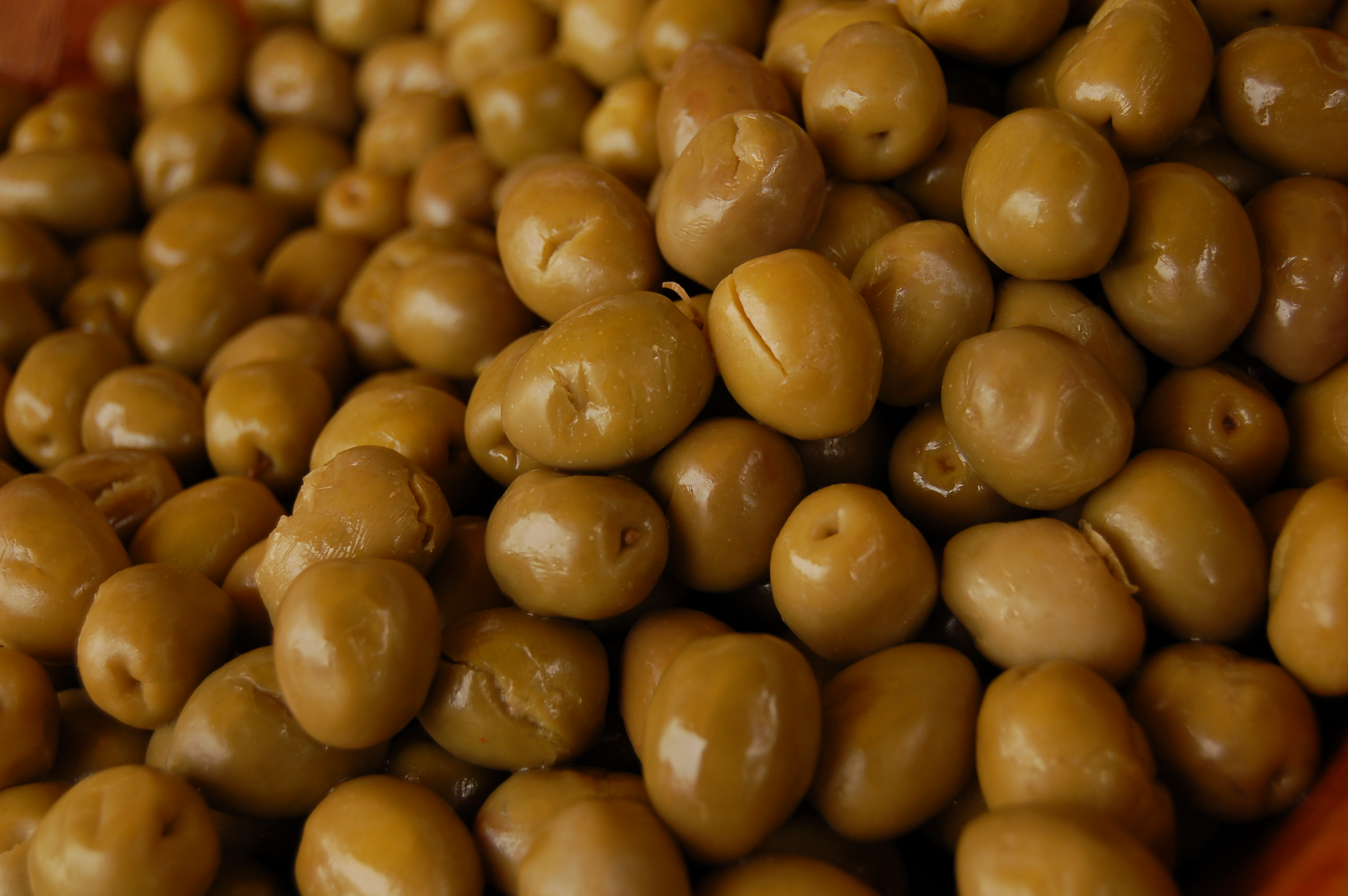
Olives vertes.

La cuisine grecque utilise certains aromates de façon plus marquée que dans d'autres cuisines méditerranéennes, comme l'origan, la menthe, le persil, les oignons, l'aneth et le laurier, mais aussi d'autres herbes et épices, telles que le basilic, le thym et le fenouil. La persillade est également utilisée pour garnir les plats. De nombreuses recettes grecques, plus particulièrement dans le nord du pays, utilisent des épices douces en combinaison avec la viande, par exemple la cannelle ou le clou de girofle, dans les ragoûts.
Le climat et le terrain ont tendance à favoriser l'élevage des chèvres et des moutons et donc les plats de viande bovine sont rares. Les plats de poissons sont communs sur les régions côtières et les îles.

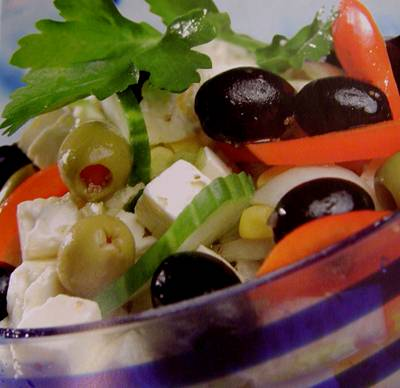
Salade grecque.

Une grande variété de fromages est utilisée dans la cuisine grecque, tels que la feta, le kasséri, le kefalotýri, la graviéra, l’anthótyro, le manoúri, la metsovóne et la mizíthra.
Trop de raffinement est généralement considéré comme contraire à l'esprit chaleureux de la cuisine grecque, bien que les tendances récentes dans les cercles culinaires grecs aient tendance à privilégier une approche un peu plus raffinée.
Les restaurants et les tavernes sont nombreux en Grèce, servant une cuisine traditionnelle grecque à des prix très abordables pour les habitants et les touristes. Récemment, les fast-food sont aussi devenus plus populaires en Grèce mais les Grecs continuent à privilégier la richesse et le vaste répertoire de la cuisine grecque.
En complément, des plats traditionnels grecs tels que le souvláki, le gýros, le píta ou la tirópita (friands au fromage) et les spanakópita (friands aux épinards) sont souvent servis sur le mode de la restauration rapide.

## Histoire
De par son ancienneté, la cuisine grecque se situe au premier rang des cuisines européennes en tradition et en qualité. Elle remonte à plus de 4 000 ans, période où les Grecs mélangeaient et combinaient les aliments et les épices. Le poète Archestrate, à l'époque de Dionysius le Jeune (330 av. J.-C.), entreprend un long voyage dans le but de s'informer des habitudes gastronomiques. Il en écrit le poème Hedypathia (Sensualité). Ce premier gastronome fut surnommé l'« Hésiode des gourmets » (le poème fut traduit en latin par Ennius sous le titre d’Hedipathetica).
Temachidas, de Rhodes a écrit onze livres sur les « Diverses sortes de soupers ». D'autres auteurs furent inspirés par la cuisine hellénique : Numinius d'Héraclée, Mitreas, Hégémon, Hegesippus, Erasistratus, Euthydemus, Criston, Stephanus, Archytas, Akestius, Akessias, Diocles, Philistion, Glaukus de Locride, Mithaekus ou Dionysius de Sicile. Dans son livre, Le Banquet des sophistes, Athenaeus cite ces auteurs, mais aussi des repas célèbres. Dans la mythologie, le peuple grec dédie à la gastronomie, la déesse Adephagia (un temple serait toujours visible dans l'ancienne Sicile grecque, voir Vallée des Temples).

### L’Antiquité

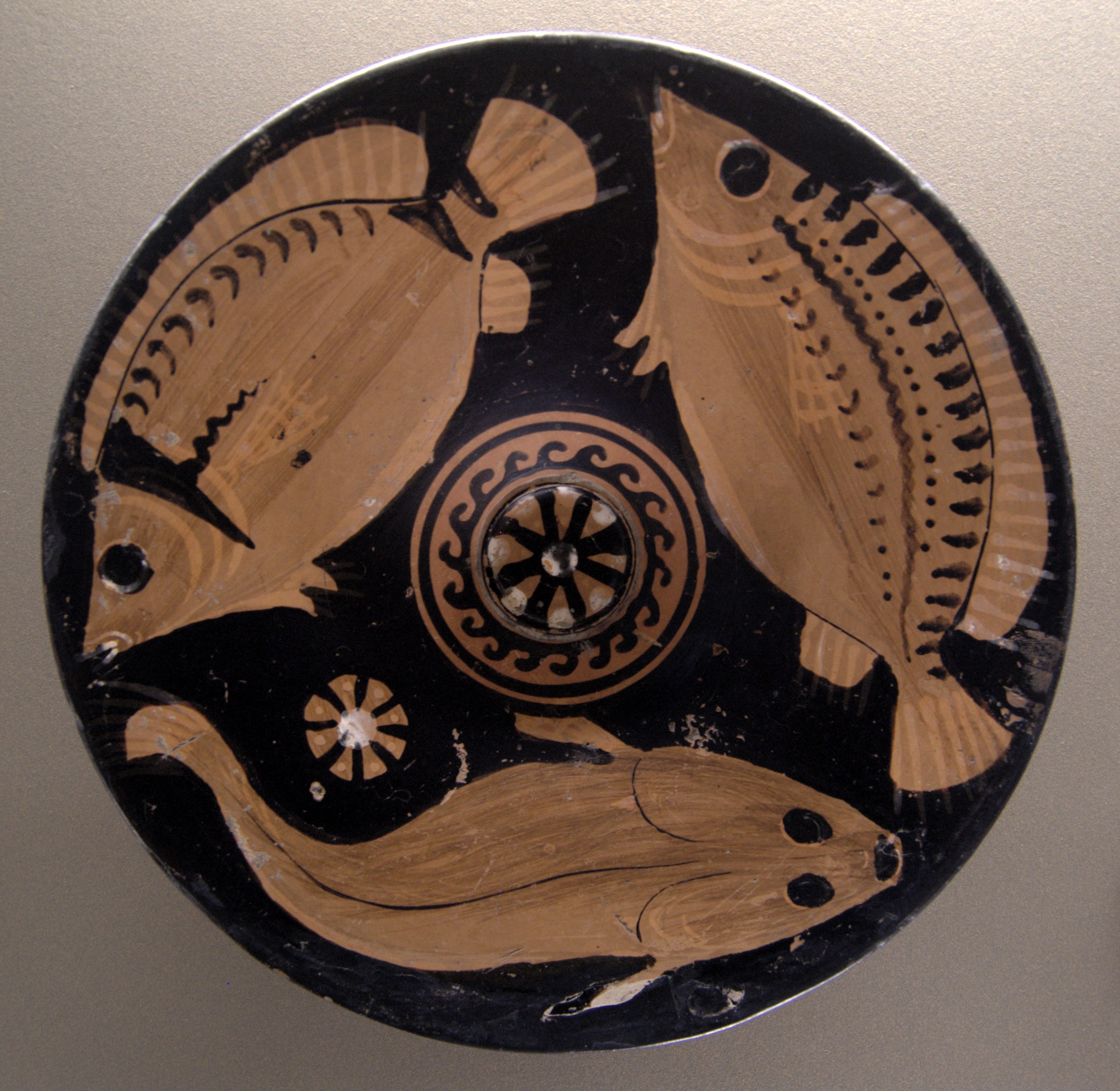
Plat apulien à figures rouges à décor de poissons, v. 350-325 av. J.-C.

Avant la fin du Ve siècle, le menu athénien comportait une grande diversité de recettes composées de produits locaux mais aussi de produits importés de très loin. Les Grecs élevaient et engraissaient des oies, aimaient le gibier, le sanglier de Phtiotide, le cerf de Béotie, les poissons de Saronique, le rouget de Sicyone, le glaucus du Péloponnèse, le smaris, « très petit poisson » qui, frit, est un plat « digne des Dieux ».
Selon Zeugolis, les Athéniens préféraient les anguilles du lac Copaïs cuites aux herbes. Ils aimaient les langoustes, les huîtres, les crevettes, les oursins, les moules, qu'ils cuisaient au miel et à la menthe. Ils mangeaient des figues d'Attique, les pommes d'Eubée, les coings de Corinthe, les dattes de Phénicie et les prunes de Syrie. Le pain était blanc et la recette fut améliorée par Théorion, Grec de Sicile.
Ils utilisaient beaucoup de lait et de miel pour créer leurs pâtisseries comme la psathyria et l’opto laghanas servies chaudes trempées dans du vin coupé d'eau, le krasi,.
À l'époque archaïque et classique, la frugalité, imposée par les conditions physiques et climatiques grecques, est érigée en vertu. Cette frugalité est fondée sur la triade méditerranéenne : blé, huile d'olive et vin, la viande étant rare, le poisson plus fréquent.
Plus tard, sous le règne d'Alexandre le Grand, la cuisine devient un art fait par des hommes libres, employés par les riches. On crée alors des écoles de cuisine (formation de deux ans avec examens difficiles) où l'on enseigne aux futurs cuisiniers du palais les techniques internationales de l'époque, empruntant à l'Inde comme à l'Iran et à l'Égypte. À l'époque d'Athénée, sept cuisiniers grecs étaient aussi connus et réputés que les sept Sages : Aghis de Rhodes qui accommodait le poisson aux herbes aromatiques, Aphtonitès qui créa les allantes (saucisses), Nérée de Chio, Chariadès d'Athènes, Lambrias, Euthymos et Aristion[réf. nécessaire].
Le premier ouvrage de cuisine d'Archestrate voit le jour au IVe siècle av. J.-C. Les cuisiniers grecs font de la pâtisserie un art majeur.

### Évolution, influences et similitudes
La période hellénistique est propice aux échanges et influences de toutes sortes, notamment culinaires. La cuisine grecque aura influencé de nombreuses cuisines au fil des conquêtes de son peuple. Les Romains adaptèrent l'art de la cuisine grecque et la développèrent de Rome à Byzance qui devint dépositaire de la tradition culinaire grecque. Plus tard, les empires romain, byzantin, ottoman, qui occuperont la Grèce, y amèneront leurs propres marchandises et par extension, leur cuisine.
De ce fait, la cuisine grecque partage un grand nombre de plats, d'habitudes et de techniques avec ces différentes civilisations,.

## La cuisine contemporaine
La cuisine contemporaine est issue de la tradition et des différentes influences historiques. Elle est aussi influencée par les cultures et les traditions régionales. Ainsi, les recettes que l'on trouve dans les îles sont tout à fait différentes de celles que l'on trouve dans l'intérieur du pays ou dans le nord.
Dans les îles, beaucoup n'apprécient guère le mélange sucré-salé ainsi que, par exemple, le lapin aux pruneaux qui fera les délices d'un habitant des Météores. La cuisine hellénique fait appel aux produits locaux principalement (viandes, légumes, fruits, épices et herbes aromatiques). L'huile d'olive est traditionnellement la seule qui prévaut. La cuisine grecque a été fortement influencée par l'auteur de livres de recettes grecques, Nikólaos Tselementés, certains lui ayant d'ailleurs reproché la « dénaturation » de la cuisine grecque par l'influence des apports européens.

## Les plats typiques

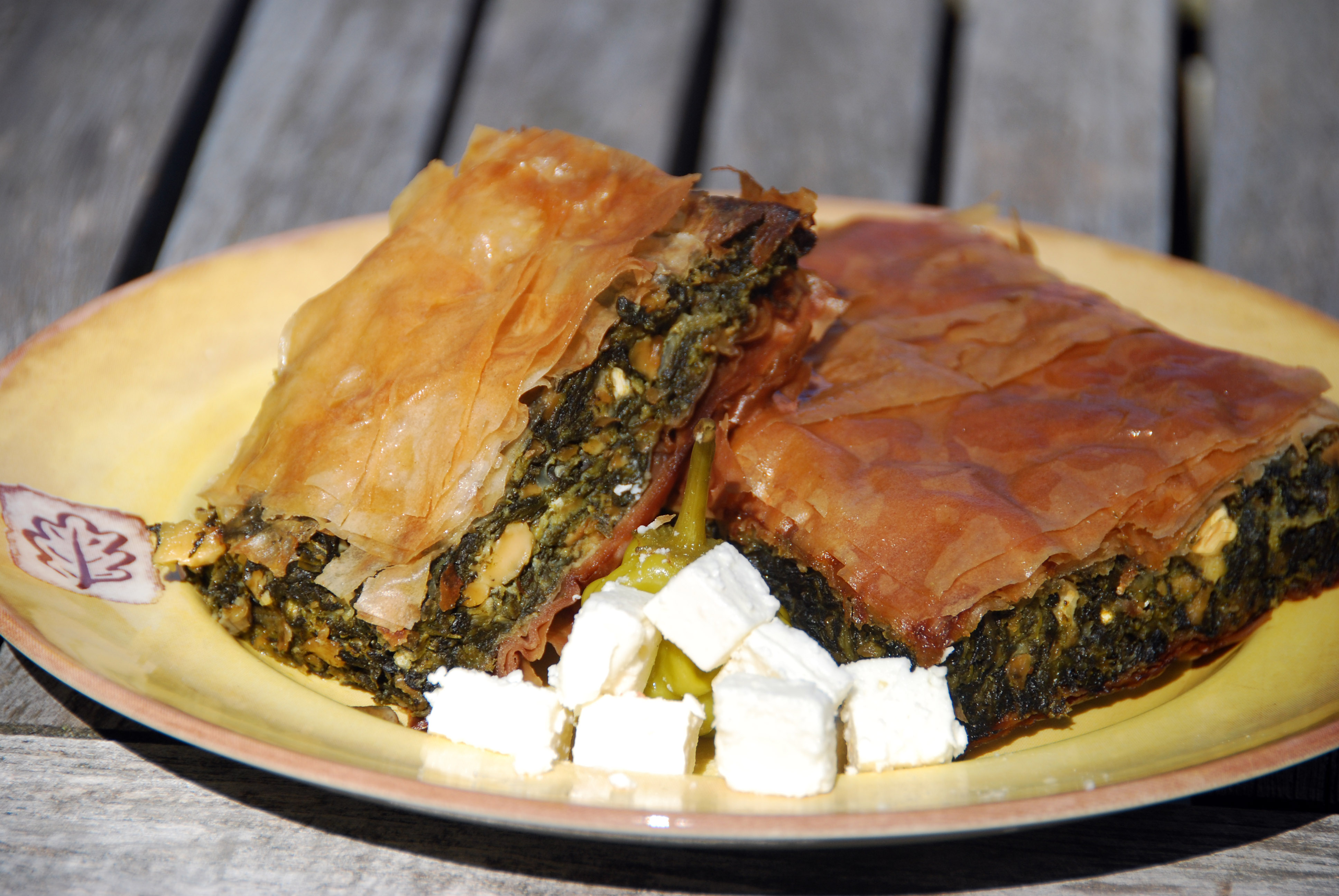
Spanakópita (friand aux épinards)

La cuisine grecque est très diverse mais malgré cela, elle présente de nombreuses caractéristiques communes parmi les traditions culinaires de nombreuses régions au travers le pays. Il existe également de nombreuses différences, rendant difficile d'établir une liste complète de l'ensemble des plats. Par exemple, le plat de légumes nommé chaniótiko bouréki (tranches de pommes de terre, cuites au four, avec des courgettes, du fromage myzíthra et de la menthe) est un plat type de l'ouest de la Crète, région de Chania. Une famille peut consommer ce plat une à deux fois par semaine durant la saison d'été. En tous les cas, ce plat n'existe dans aucune autre région en Grèce.
Beaucoup d'aliments sont enveloppés dans de la pâte filo, dans de petits triangles ou de larges feuilles, tels que le kotópita (friand au poulet), le spanakotyrópita (friand aux épinards et au fromage), le chortópita (friand aux légumes) et le kreatópita (friand à la viande).

### Hors-d'œuvre
Les mezzés (au pluriel : mezzédes) sont des petits plats ou amuse-gueules servis pour accompagner la boisson ou l'alcool. Le mot vient du perse (مزه), qui signifie « goût ». Ils sont servis tant au restaurant (ou à la taverne) qu'en famille. Les mezzés sont très variés et sont servis immédiatement, le temps que le client choisisse son menu. Il existe des mezzés spécifiques appelés les krasomezzédhes (littéralement « mezzés pour le vin ») ou les ouzomezzédhes qui sont offerts avec l'ouzo.
- Bakaliáros kroketákia, croquettes de morue.
- Dolmadákia, feuilles de vigne farcies de riz et d'oignons émincés avec quelques feuilles de menthe.
- Fáva, purée de fèves. À Santorin, la purée est faite avec des lentilles jaunes.
- Favakeftédes, galettes de lentilles.
- Gharídes, crevettes frites ou bouillies.
- Ghávros, anchois.

- Htapódi vrastó, poulpe bouilli.

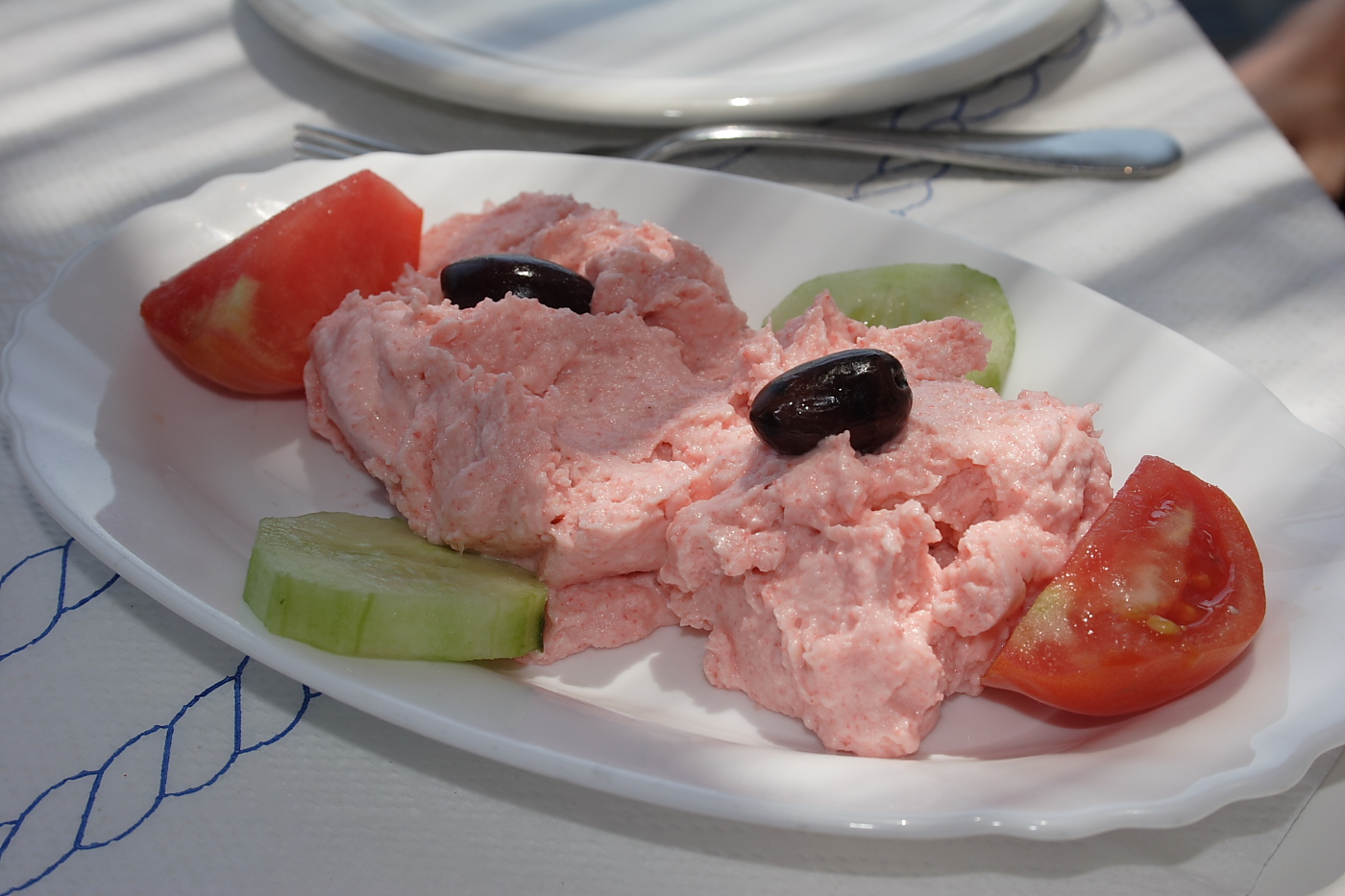
La taramosaláta

- Kalamarákia, calmars ou encornets frits.
- Katsoúni, concombre de Santorin.
- Kolokythákia, courgettes.
- Kolokythóanthoi, fleurs de courgettes farcies au riz ou au fromage et d'herbes.
- Krokétes, croquettes.

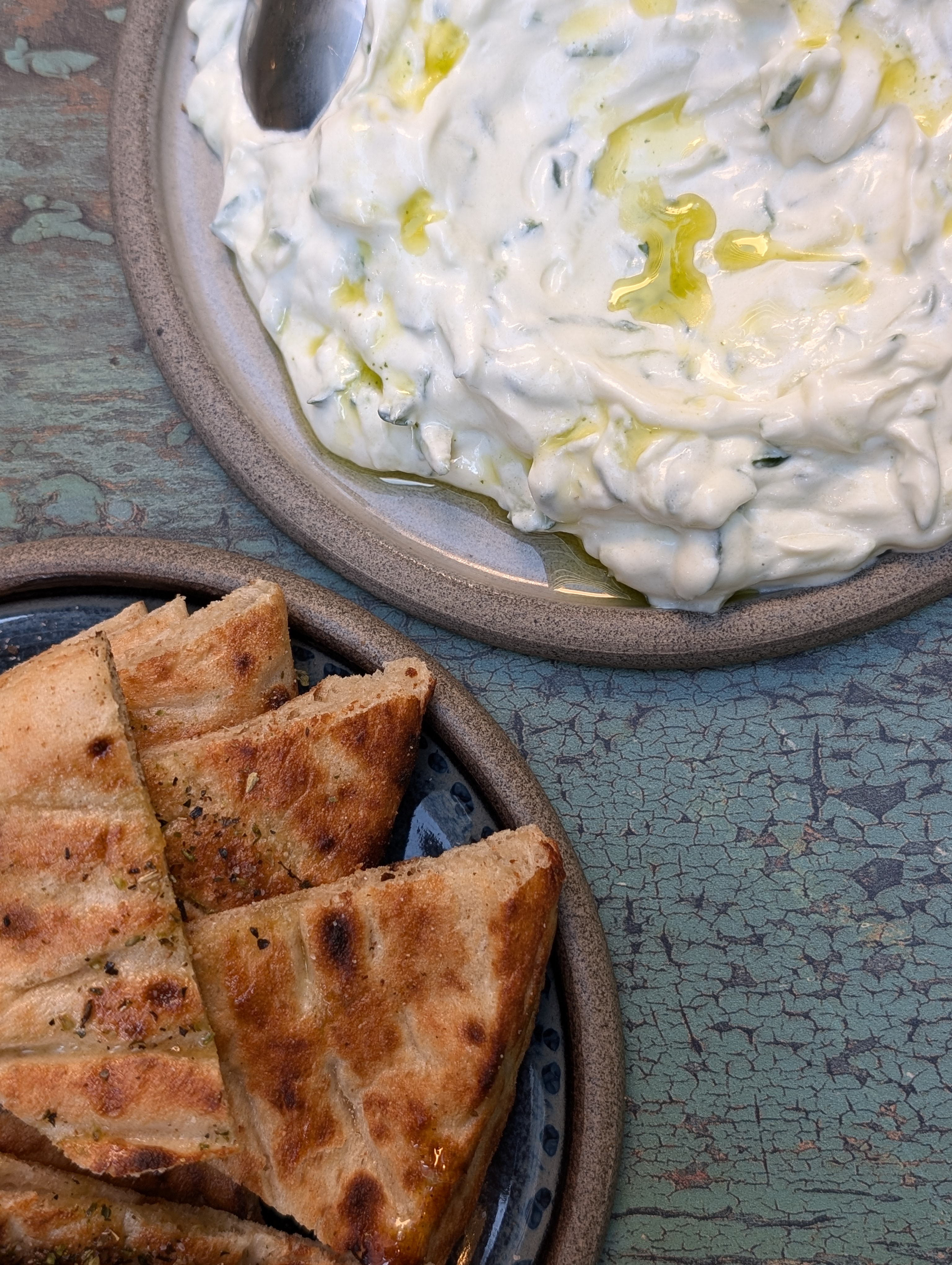
Tzatziki et pain

- Tzatziki et painMarídes tighanitès, friture de petits poissons.
- Melitzánes, aubergines, dont la blanche de Santorin.
- Melitzanosaláta, purée d'aubergine ou salade d'aubergine.
- Saghanáki, fromage jaune frit, habituellement de la gravièra de Crète.
- Humus me tahíni, salade de pois chiches (de Chypre).
- Sikotákia lathorígani i tighanitá, foie d'agneau frit.
- Skordaliá, purée d'ail et de pommes de terre.
- Spetjofáyi, saucisses du Mont Pélion.
- Taramosaláta, mélange d'œufs de mulet ou de cabillaud, de citron, d'huile et de pain.
- Tyrokafterí (ou Chtypití), yaourt frais (ou féta) aux poivrons et piment.
- Tzatzíki, yaourt frais au concombre et à l'ail.

### Les salades

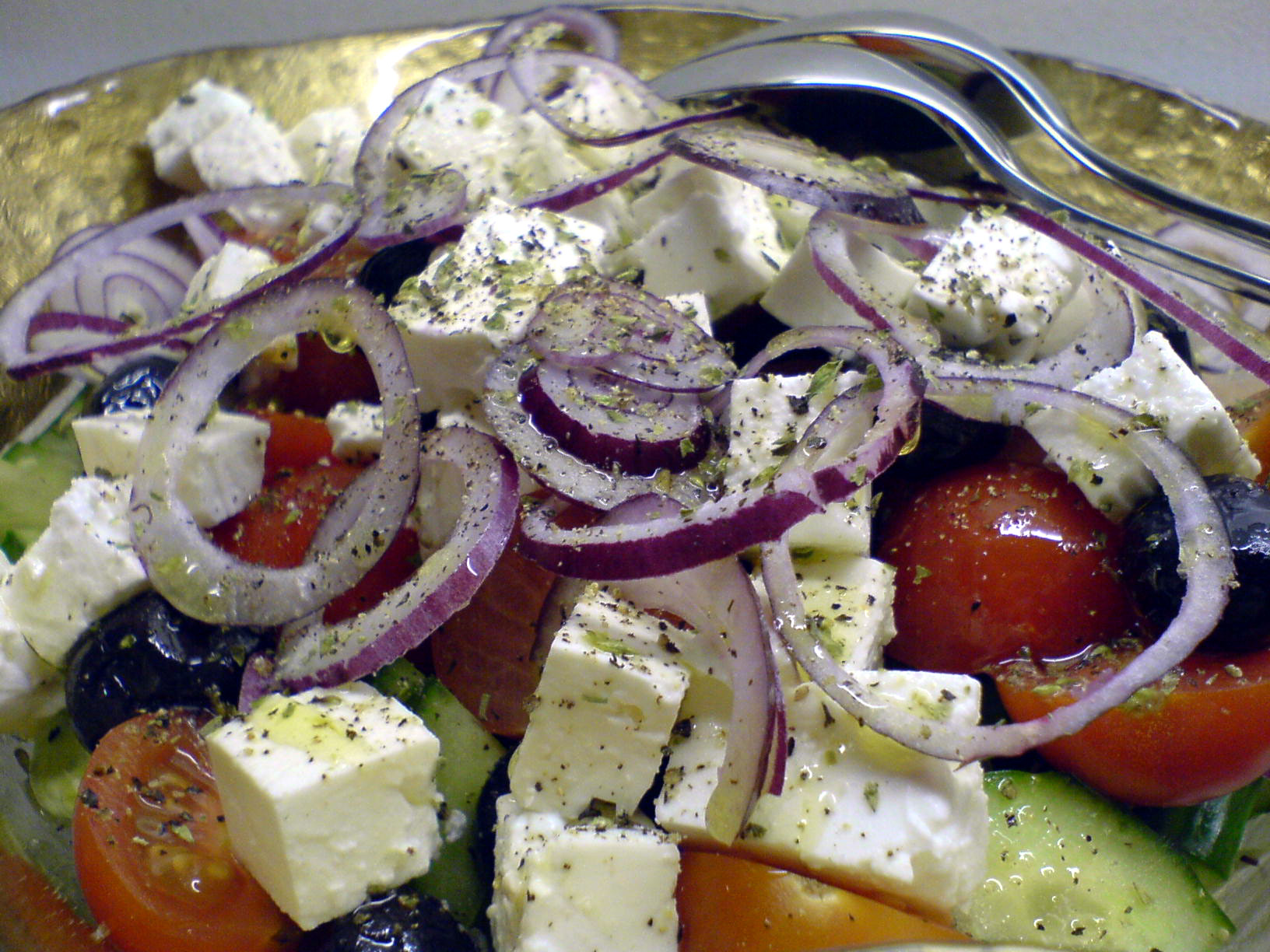
Salade grecque.

Les salades grecques composées sont un des mets « indispensables » sur les tables grecques :
- Salade grecque, composée principalement de tomate, de salade et de concombre, d'oignons rouges, de féta et d'olives de Kalamata servie avec de l'huile d'olive. À Chypre, elle contient du blé concassé (boulghour), des petits oignons et du jus de citron.
- Anguináress saláta, salade d'artichauts, assaisonnée d'un filet de jus de citron, d'huile d'olive, de sel et de poivre.
- Pantjária saláta, salade de betteraves.
- Fasolákia mavromítika saláta, salade de fèves.
- Radhíkia vrastá saláta, salade de pissenlits.
- Patatosaláta, salade de pommes de terre servie avec de l'huile d'olive, des oignons coupés finement, de la mayonnaise, du jus de citron ou du vinaigre.
- Dakos, salade crétoise.
- Brókolo saláta, salade de brocoli.
- Kounoupídhi vrastó, chou-fleur bouilli.
- Maroulosaláta, salade de laitue.
- Lahanosaláta, salade de chou blanc.
- Ángouro tomatosaláta, salade de tomates et de concombre.
- Fasólia saláta, salade de haricots blancs.
- Riz aux poireaux et aux blettes.
- Ragoût de fèves aux petits pois et aux artichauts.
- Salade de lentilles.

### Les sauces
- La sauce avgolémono, jaune d'œuf et citron.
- La vinaigrette.
- La sauce tomate et ses variantes, à l'huile d'olive, à la viande hachée ou au beurre.

### Les pâtés en croûte — friands
La cuisine grecque présente des rouleaux ou chaussons qui se consomment en entrée ou en plat de résistance. Plusieurs pâtes existent mais la principale est la feuille de pâte filo :

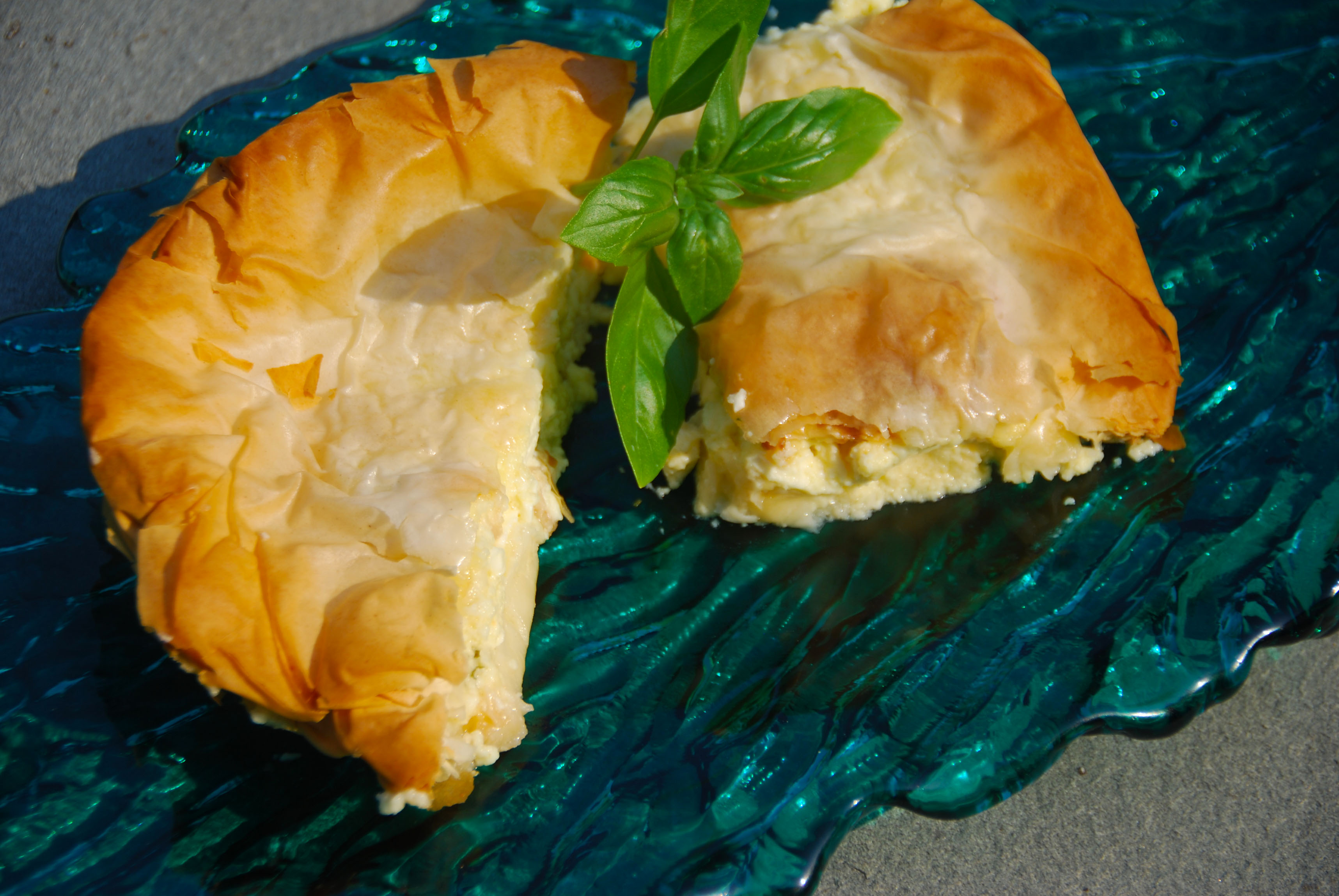
La tirópita, friand au fromage.

- Bourekákia apo tirí, rouleaux au fromage ou bourekákia apo kréas, rouleaux à la viande.
- Ghyousle methes, rissoles au fromage de Mytilène.
- Kreatópita kefalonítiki, pâté de viande, originaire de Céphalonie.
- Kalitsoúnia, pâté crétois au fromage.
- Kotópita, poulet en croûte.
- Kreatópita, pâté à la viande.
- Bougátsa, friand à la semoule, à la crème et au fromage.
- Spanakópita, friand aux épinards (parfois combinés à de la ricotta), oignons ou oignons verts, œuf.
- Tirópita, friand au fromage crémeux au fromage mizíthra.
- Toúrta, tourte d'agneau, originaire de Crète.

### Les soupes

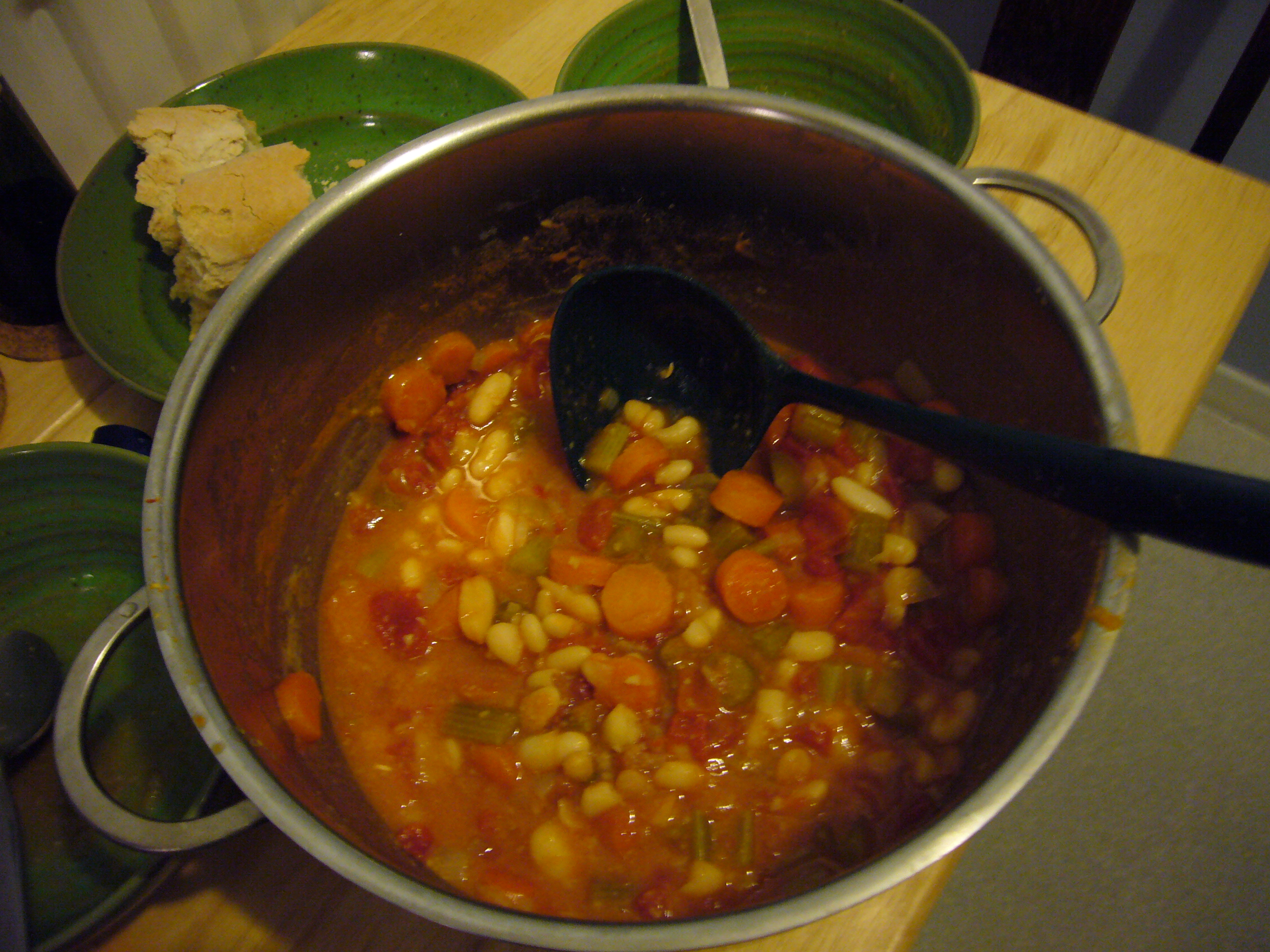
Fasolada.

- Bourou-bourou, soupe de légumes et de pâtes de l'île de Corfou.
- Fakes, soupe de lentilles, habituellement servie avec du vinaigre et de l'huile d'olive.
- Fasoláda, soupe de haricots décrite dans de nombreux livres de cuisine comme un plat traditionnel grec et parfois même, qualifiée de « plat national grec[15] ». Elle est faite de haricots, de tomates, de carottes, de céleri et arrosée d'une dose généreuse d'huile d'olive. Elle accompagne une variété de plats salés.
- Kotósoupa, soupe de poulet, souvent épaissie avec de l’avgolémono.
- Kremidósoupa, soupe à l'oignon servie avec du fromage râpé.
- Magirítsa, soupe traditionnelle de Pâques faite avec des abats d'agneau épaissie avec de l'avgolémono.
- Patsás, une soupe de tripes.
- Psarósoupa, soupe de poissons et de légumes tels que des carottes, du persil, du céleri, des pommes de terre et des oignons. Il existe une variante appelée kakaviá, arrosée d'huile d'olive.
- Revíthia, soupe de pois chiches.
- Trahaná, soupe à base de lait déshydraté.

### Les poissons, crustacés et mollusques

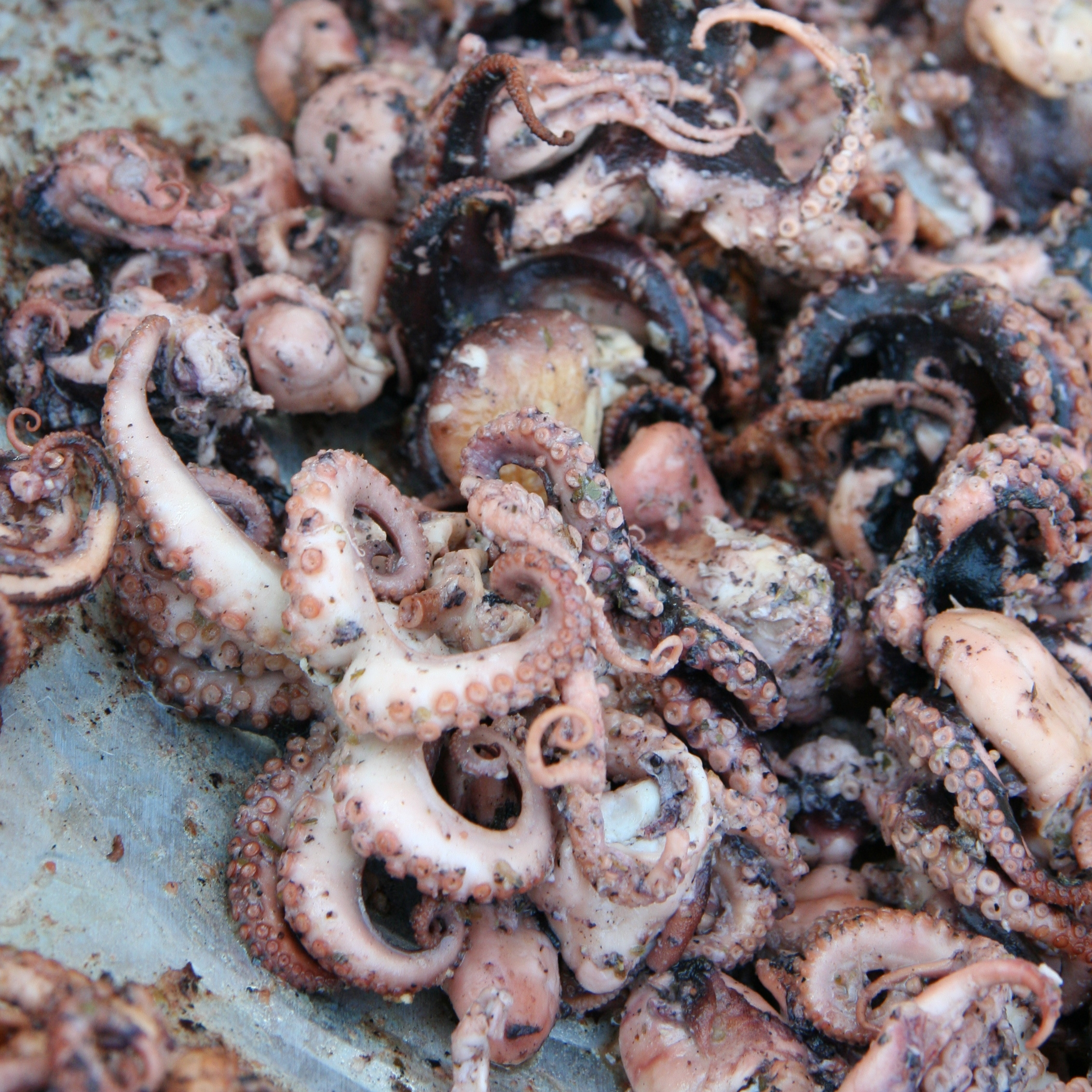
Poulpe.

Dans la cuisine grecque, il existe une grande variété de recettes de poissons, de crustacés et de fruits de mer. On privilégie le homard et la langouste, préparés grillés ou bouillis ; les moules, le poulpe (grillé au vinaigre et à l'huile et à l'origan), sont servis avec l'ouzo, ainsi que le calmar, frit ou en sauce. Le poisson grillé, bouilli ou cuit au four a aussi une large part dans la cuisine hellénique.
Quelques plats typiques :
- Sardines fraîches au four.
- Poisson frit à la sauce piquante.
- Morue frite et sauce à l'ail.
- Seiches à la sauce tomate.
- Gratin de crevettes au féta.
- Calmars ou seiches farcis (au riz, pignons, raisins de Corinthe).

### Les viandes
La cuisine grecque sert beaucoup de mouton, agneau, chèvre et de la volaille car ce sont des animaux courants dans le pays. Le bœuf est également présent, souvent haché :

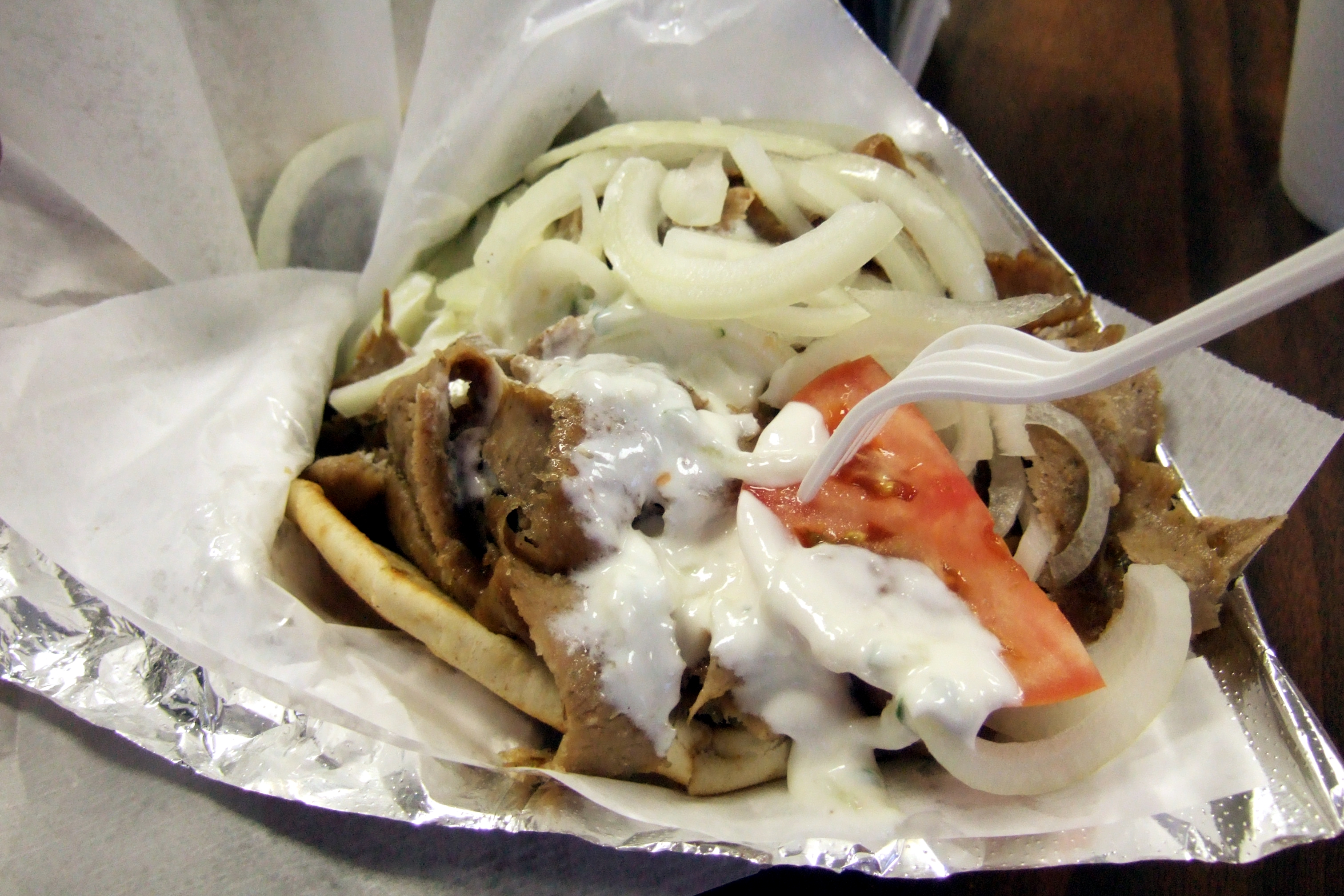
Pita avec gyros.

- Youvétsi, agneau ou veau cuit dans un pot en argile avec du kritharáki (orzo, langue d’oiseau ou risoni) et des tomates.
- Gyros, viande rôtie verticalement, servie avec du tzatziki dans une pita garnie de tomates et d'oignons. C'est un plat très populaire.
- Hilópites, pâtes au poulet[16].
- Kléftiko, cuisse d'agneau lentement cuite, après avoir été marinée dans de l'ail et du jus de citron. Le nom du plat vient du grec klephtis, « voleur ». Selon la légende, il est dit que les bandits de la campagne qui n'avaient pas de bétail à eux volaient des agneaux ou des chèvres et faisaient cuire dans une fosse scellée pour éviter que la fumée soit vue[réf. nécessaire].
- Keftedákia, boulettes de viande frites.
- Loukaniko, saucisses.
- Moussaka, plat traditionnel cuit au four à base de viande hachée et d'aubergines.
- Mouton cuit au four avec des patates (plat du dimanche).
- Paidákia, côtelettes de mouton grillé au citron et à l'origan.
- Pastitsio, pâtes recouvertes de béchamel et cuites au four.
- Hirinó me sélino / hirino selinato, porc au céleri.
- Soutzoukákia smyrnéika, boulettes de viande au cumin, cannelle, ail bouillis dans de la sauce tomate et de l'huile d'olive. Souvent servies avec du riz ou de la purée.
- Souvlaki, brochettes de porc ou viande de gyros, tomates, oignons et tzatziki, emballés dans une pita (alimentation à emporter).
- Spetsofái, ragoût de saucisses du pays, poivrons verts doux, oignons et vin. Plat originaire de Pelion.
- Stifádo, ragoût de veau, de lapin, de lièvre, de sanglier ou de bœuf avec oignons, vinaigre, vin rouge et cannelle.
- Yiouvarlakia, boulettes de viande servies avec de la sauce au citron avgolémono.

### Les légumes
Les légumes ont un rôle très important dans l'alimentation grecque :
- Anguináres a la polita, artichauts à l'huile d'olive.
- Arakas me anguináres, petits pois frais cuits au four avec des artichauts.
- Bámies me sáltsa latherés, gombos à la sauce tomate (parfois avec des pommes de terre ou, en période de jeûne, avec du poulet ou de l'agneau).
- Briám, ratatouille cuite au four, faite avec des légumes estivaux, à base de pommes de terre coupées en tranche, de courgettes et d'huile d'olive. Elle contient également des aubergines, des tomates, des oignons, des plantes aromatiques et un assaisonnement.
- Fasolákia, haricots verts frais, cuits en ragoût avec des pommes de terre, des courgettes et de la sauce tomate.
- Gemistá, légumes farcis. Habituellement des tomates, des poivrons ou tout autre légume creux farci d'un mélange de riz et d'herbes, avec ou sans viande hachée.
- Gígandes plakí, haricots cuits à la sauce tomate parfumée d'herbes. Plat souvent épicé avec différents poivres[17].
- Gígandes tiganití[18], haricots blancs géants battus[pas clair] et frits.
- Hórta, légume-feuille sauvage ou cultivé, cuit à la vapeur ou bouilli, servi simplement avec du jus de citron et de l'huile d'olive.
- Kinteáta, plat de jeunes orties bouillies.
- Lachanodolmádes, rouleaux  de chou, farcis de riz et parfois de viande, épicés avec des herbes diverses, le tout cuit dans un bouillon de tomate léger et servi avec une sauce avgolémono.
- Lachanórizo, chou au riz.
- Melitzánes me lathi, aubergines poêlées à l'huile d'olive.
- Papoutsaki, aubergine farcie.
- Patátes lemonátes, ragoût de pommes de terre au citron. Il peut aussi être fait avec des courgettes.
- Prassórizo, poireaux au riz.
- Spanakórizo, épinards et riz cuisinés en ragoût dans une sauce au citron et de l'huile d'olive.
- Tiganitá, courgettes, aubergines, poivrons, champignons frits.
- Tomátes yemistés me rízi, tomates farcies, mais sans viande.

### Les fromages

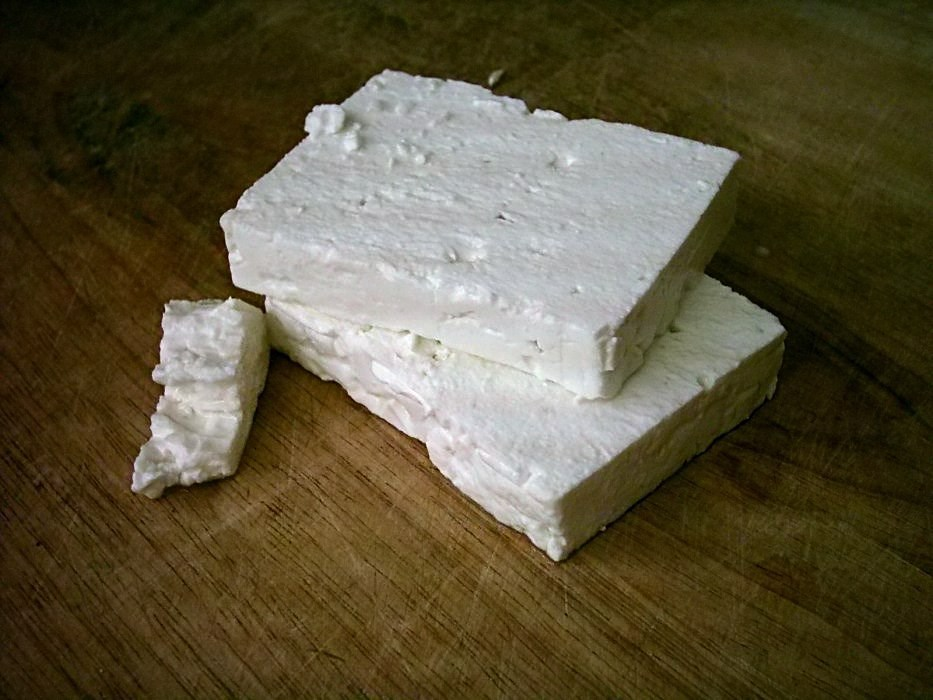
La féta.

Les fromages grecs, présents sur la table, accompagnent de très nombreux plats. L'une des caractéristiques du fromage grec est qu'il est « principalement » fait à base de lait de brebis ou de chèvre.
Le plus célèbre des fromages grecs, réputé mondialement, est la feta. Toutefois, il ne faut pas ignorer les autres, multiples fromages helléniques et de toutes les régions de la Grèce, tels que, par exemple le kasseri, le kefalotyri, la graviera, l’anthotyros (es), le manouri, le metsovóne ou la mizíthra.

### Les desserts et sucreries
Les pâtisseries comprennent des pâtes orientales, du miel, des noix et de nombreuses saveurs épicées (cannelle, clou de girofle, eau de fleur de rose ou d'oranger) :

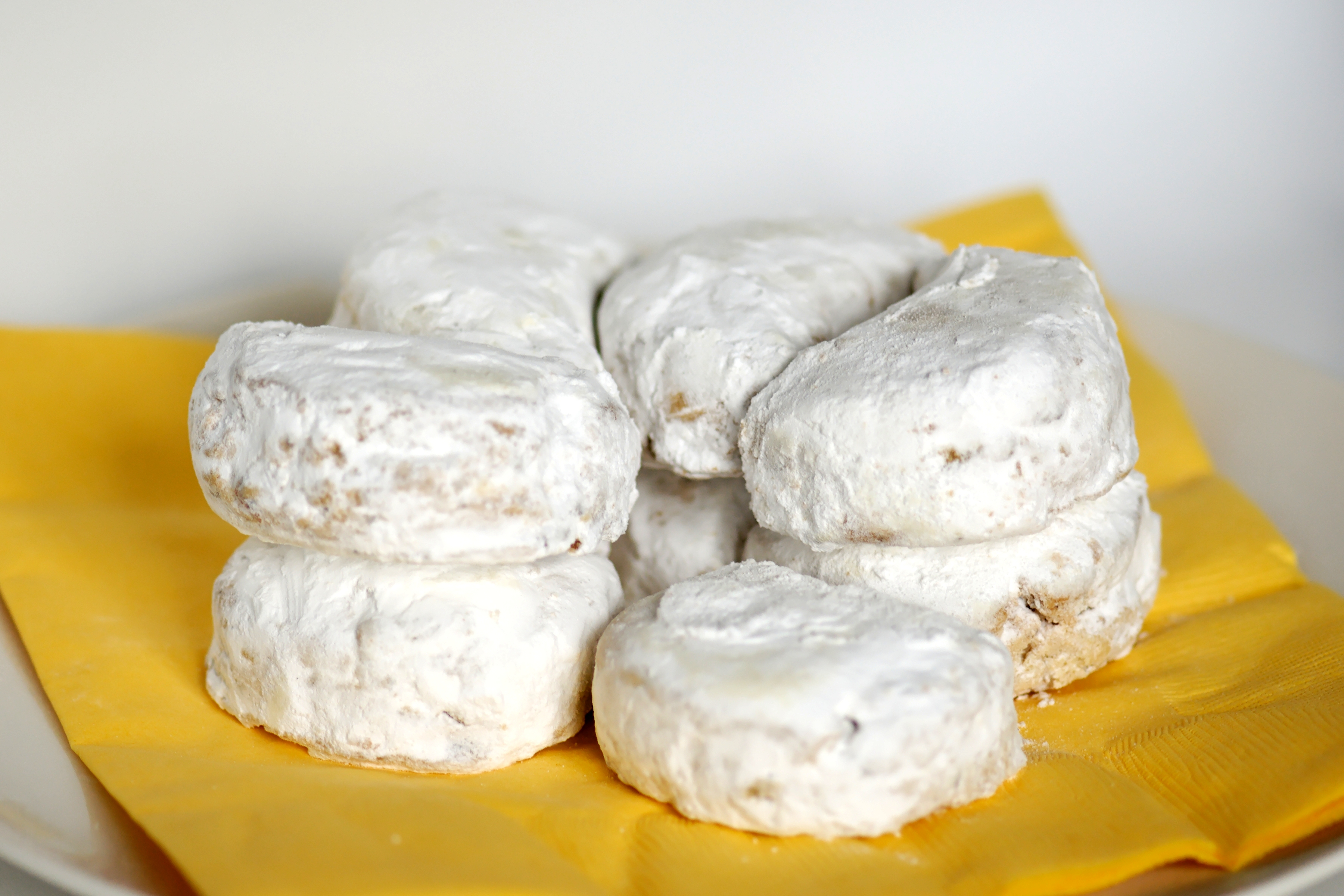
Kourabiedes.

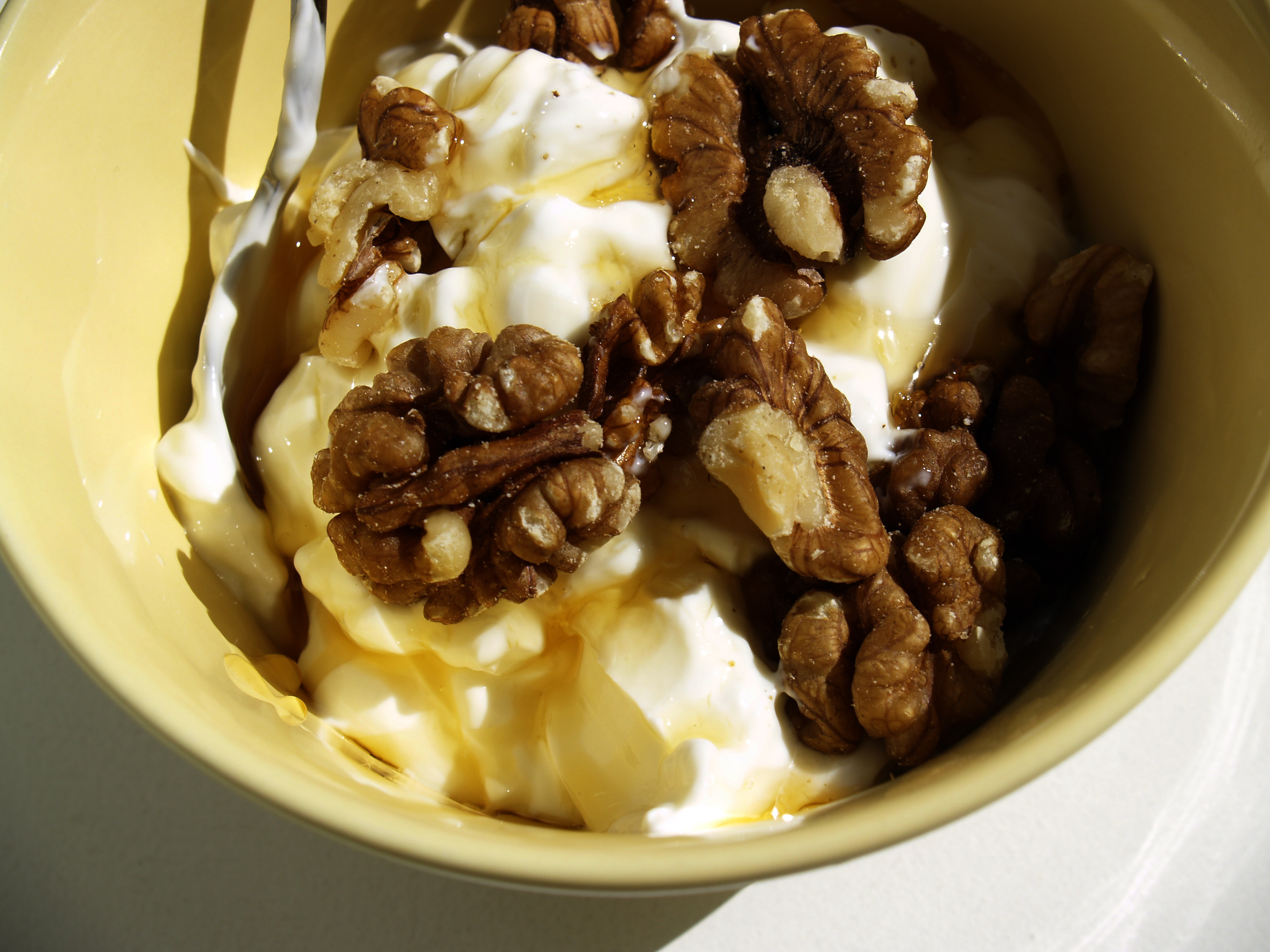
Yaourt au miel.

- Amygdalotá ou pastéli, existe en plusieurs variétés dans toute la Grèce et Chypre. Ce dessert est également très apprécié dans les îles. Il s'agit d'amandes réduites en poudre, mélangées à du sucre, de la semoule fine et de l'eau de fleur d'oranger ou d'eau de fleur de rose. La pâte ainsi préparée est façonnée sous différentes formes, par exemple, en poire (dans la recette des amygdalota de l'île d'Hydra), un clou de girofle simule la queue du fruit. Le tout est cuit à four doux et glacé au sucre. Ce dessert est très présent dans les mariages ou les baptêmes.
- Baklava, couches de pâte filo remplies de noix et trempées dans du miel.
- Diples, un dessert de Noël et de mariage, fait de pâte en forme de feuilles de papier, mince, coupée en gros carrés et plongée dans de l'huile d'olive chaude pendant quelques secondes. Comme les frites, la pâte se raidit en forme de tube hélicoïdal ; elle est ensuite étirée immédiatement et arrosée de miel et de noix concassées[19].
- Fanourópita, gâteau sans beurre fabriqué le jour de la Saint Phanourios (27 août) à partir de farine, sucre, huile, raisins secs, noix hachées, jus d'orange, brandy, zeste d'orange, cannelle et clous de girofle.
- Finikia, biscuits garni de noix hachées.
- Galaktoboureko, crème pâtissière cuite entre deux couches de pâte filo, puis imbibée de sirop de miel, parfumé de citron. Le nom dérive du grec gala (γάλα), « lait » et du turc, börek, « remplir », ce qui signifie « rempli de lait ».
- Gliká tou koutalioú (γλυκά του κουταλιού), sucreries à la cuillère composées de fruits variés, mûrs ou immatures ou de noix vertes. Ils sont le plus souvent faits avec une confiture à base de fruits bouillis, entiers ou coupés en gros morceaux, couverts de sirop.
- Halva, un nougat de sésame avec des amandes, des pistaches ou du cacao, cuit au four, d'origine turque.
- Kadaïfi, gâteau aux noix, au miel et à la cannelle fait dans un vermicelle de soja.
- Karidopita, un gâteau aux noix broyées, trempé ou non dans du sirop (de miel par exemple).
- Koulourakia, biscuits secs au beurre ou à l'huile d'olive.
- Kourabiedes, gâteaux secs de Noël, faits de farine, de beurre et d'amandes grillées concassées, puis généreusement saupoudrés de sucre en poudre.
- Loukoumades, semblables à des petites beignets en croûte, les loukoumádes sont des boules de pâte frites essentiellement arrosées de miel et saupoudrées de cannelle. Elles peuvent également être servies enrobées de graines de sésame.
- Loukoumathes, boules de miel, frites à l'huile d'olive.
- Melomakarono, macarons de Noël, trempés dans du sirop de miel (méli en grec) puis saupoudrés de noix concassées. Cette pâtisserie peut également s'appeler fnikia, au sud de la Grèce, par exemple à Mytilène.
- Milópita, tarte aux pommes à la cannelle saupoudrée de sucre en poudre.
- Moustalevria, un flan à la farine et au raisin.
- Moustokoúloura, biscuits secs de farine pétris avec du jus de raisin frais qui remplace l'eau.
- Portokalópita, gateau à l'orange.
- Rizógalo, littéralement « riz au lait ».
- Tsouréki, dessert traditionnel de Noël et Pâques. Il s'agit d'un pain sucré appelé aussi lambrópsomo (« pain de Pâques »), parfumé au mahlepi, un extrait très aromatique de cerisier de Sainte-Lucie.
- Vasilopita (au pluriel vasilópites), gâteau de saint Basile ou gâteau du roi, pâtisserie traditionnelle du Nouvel An. Les vasilópites sont cuites avec une fève, pièce de monnaie ou médaillon : celui qui obtient la pièce ou la médaille de saint Basile, est considéré comme chanceux pour toute l'année à venir.

### Les boissons

#### Les alcools
1. Les vins
La Grèce possède une variété de vins importante (300 cépages recensés, provenant des différentes régions)[20],[21] Retsina[22].
2. Les spiritueux
Ouzo[23].
3. La bière
exemple : brasserie Mythos.

#### Le café
Le « café grec » (en grec moderne ελληνικός καφές, ellinikós kafés) est également appelé café turc. Au kafenío, le client commandera simplement énan ellinikó ou énan toúrkiko. Ce café est préparé dans une petite casserole spéciale, plus haute que large, à manche long et à col étroit, appelée bríki (μπρίκι), dans laquelle le café moulu très fin et le sucre sont versés dans de l'eau froide. Le mélange est mis sur le feu jusqu'à ébullition. Le café ainsi préparé se déguste en aspirant le breuvage, le marc se déposant au fond de la tasse. Généralement lors de la commande, le client indique son choix :
- Café sans sucre : énan ellinikó skéto (σκέτο).
- Café normalement sucré : énan ellinikó métrio (μέτριο).
- Café très sucré : énan ellinikó glykó (γλυκό).

On peut aussi demander moins ou davantage de café en ajoutant elaphró (« léger ») ou varí (« lourd »). Par exemple, varí métrio, « corsé normalement sucré ».
Par ailleurs, avec la chaleur, les Grecs apprécient le café frappé servi frais ou glacé (Ένα φραπέ (παρακαλώ)), avec les mêmes choix.

## Les cuisines régionales
Voir variante ionnienne de la skordalia
Spécialité des Cyclades :
- Domatokeftédes : beignets de tomates à la menthe, frits à l'huile d'olive et servis avec de la fava. Plat typique des îles des Cyclades.

## Patrimoine culturel immatériel de l'humanité
La cuisine grecque a la spécificité d'être « proche de la nature ». Ses vertus ont été reconnues : la cuisine grecque est qualifiée de « régime méditerranéen ». Ce mode d'alimentation est également appelé « régime crétois » ou « diète méditerranéenne » car il s'agit d'une pratique alimentaire traditionnelle (commune à plusieurs pays autour de la mer Méditerranée) caractérisée par une consommation faible d'alcool ou une consommation modérée de vin rouge durant les repas ou des infusions dans le respect des croyances de chaque communauté, la consommation en abondance de fruits,, légumes,, de céréales et d'huile d'olive et une faible consommation de viande, particulièrement la viande rouge et de produits laitiers.
Plusieurs études montrent que le régime méditerranéen permet :
- De diminuer la mortalité et la morbidité par maladies cardio-vasculaires[27] ,[28].
- De diminuer le risque de maladie d'Alzheimer et de maladie de Parkinson[25],[29]
- D'améliorer les chances de grossesse lors d'une fécondation assistée. Ce régime, suivi durant la grossesse, semble également protéger les futurs enfants de l'asthme et des allergies[30].
- D'entretenir un cerveau en meilleure santé[31].

C'est à ce titre que la cuisine a été reconnue, par l'Unesco, en 2010 comme Patrimoine culturel immatériel de l'humanité pour ses bienfaits :
« La diète méditerranéenne » (« ensemble de savoir-faire, connaissances, pratiques et traditions » qui concerne l'Espagne, la Grèce, l'Italie et le Maroc) a été inscrite le 16 novembre 2010 sur la liste représentative du patrimoine culturel immatériel de l'humanité de l'UNESCO.